# Eurorégion Adriatique et Ionienne
L’Eurorégion Adriatique et Ionienne, créée en 2006, regroupe des collectivités territoriales et des gouvernements de pays riverains de la mer Adriatique et de la mer Ionienne.
Elle a son siège à Pula et est présidée par l'Italien Paolo Di Laura Frattura (Molise), qui a succédé en décembre 2013 a Angelo Michele Iorio (Molise).

## Objectifs
L’Eurorégion Adriatique et Ionienne peut être définie comme « un nouveau sujet de droit international qui vise à faciliter et à développer les relations qui existent déjà entre les régions et leurs collectivités locales, d'optimiser le développement dans les domaines institutionnel, économique, culturel et social. »
Le projet est centré sur la mer Adriatique, élément unificateur des peuples et des nations. Les pays qui ont parfois rencontré entre eux des problèmes deviennent des partenaires d'une entreprise qui repose entièrement sur la mer Adriatique.
Les domaines de collaboration sont notamment :
- Transports et infrastructures,
- Culture et tourisme,
- Agriculture, environnement et pêche.

Les activités de l'Eurorégion visent à promouvoir le développement économique et la cohésion sociale, et à renforcer la stabilité dans l'Adriatique et les Balkans.
Les États participants sont déjà membres de l'Union européenne ou visent à un stade divers leur adhésion.
L'Eurorégion pourra utiliser les outils et les programmes communautaires pour renforcer les relations entre ses membres. Elle apportera une contribution importante à la croissance de l'Union européenne. Le processus d'élargissement de l'UE aux pays d'Europe centrale et orientale est en effet bien avancé et les institutions européennes attachent aux pays d'Europe du Sud-Est une importance particulière.
Régions, villes et provinces adriatiques sont une ressource précieuse et les avantages qui peuvent résulter des activités de coopération transfrontalière, transnationale et interrégionale sont importantes pour toutes les régions du bassin méditerranéen.
Les régions et les villes sur la mer Adriatique peuvent donc apporter une contribution essentielle, par le développement conjoint bilatéral et multilatéral des relations entre États et dans l'économie.

## Membres

### Membres du CEG
- Jérôme Lebras
- Rachele Baëtz
- Lilia Tognetti
- Vanessa Pfifferling
- Émilien Rhon
- Vincent Joseph
- Lucienne Koënea

### Slovénie
- Koper
- Izola
- Piran

### Croatie
- Comitat d'Istrie
- Comitat de Primorje-Gorski Kotar
- Comitat de Lika-Senj
- Comitat de Zadar
- Comitat de Šibenik-Knin
- Comitat de Split-Dalmatie
- Comitat de Dubrovnik-Neretva

### Bosnie-Herzégovine
- Canton de Herceg-Bosna
- Canton d'Herzégovine-Neretva
- Canton d'Una-Sana

### Monténégro
- Monténégro

### Albanie
- Albanie